# MACD
Der MACD (Moving Average Convergence/Divergence) (zu Deutsch: Indikator für das Zusammen-/Auseinanderlaufen des gleitenden Durchschnitts) ist ein trendfolgender technischer Indikator. Er wurde 1979 von Gerald Appel vorgestellt und kommt wegen seiner Vielseitigkeit häufig zum Einsatz. Der MACD berechnet sich aus der Differenz zweier exponentiell gleitender Durchschnitte. Für die Analyse wird er meistens in Verbindung mit einer Signallinie (Trigger) eingesetzt.

## Berechnung
Die Basis für die Berechnung des MACD bilden zwei unterschiedliche exponentiell gewichtete gleitende Durchschnitte (EMA). Dann werden von den Werten des kürzeren Durchschnitts (fast) die des längeren (slow) subtrahiert, und das Ergebnis ist der MACD:
{\displaystyle {\begin{aligned}MACD^{(l_{\text{Fast}},l_{\text{Slow}})}(t)\!\ &=EMA(C,l_{\text{Fast}})-EMA(C,l_{\text{Slow}})\\Signal^{(l_{\text{Signal}})}(t)\!\ &=EMA(MACD^{(l_{\text{Fast}},l_{\text{Slow}})}(t),l_{\text{Signal}})\end{aligned}}}
Der Gewichtungsfaktor {\displaystyle \alpha } des exponentiellen Durchschnitts für die MACD-Berechnung ist
{\displaystyle \alpha ={\frac {2}{l+1}}}
Hierbei steht
- t für den Zeitindex,
- C für den Schlusskurs (Close),
- l für den Gewichtungsfaktor des vorherigen Durchschnitts.

Als Startwert für den ersten Wert des EMA nimmt man den zugehörigen Wert der Zeitreihe. Das heißt, benutzt man als Zeitreihe die Schlusskurse und beginnen diese bei {\displaystyle t=1}, dann ist der {\displaystyle EMA(1,C,w)=Close(1)}.
Appel verwendete als Standardeinstellung (12 Tage/26 T/9 T) für den kürzeren/längeren gleitenden Durchschnitt/gleitenden Durchschnitt der Signallinie im Wochenchart, da dies zu seiner Beobachtung der Marktzyklen passte. Ursprünglich setzte er auch unterschiedliche Parameter für Kauf- und Verkaufssignale ein. Für letztere wählte er längere Periodeneinstellungen. Die genannten Parameter haben sich jedoch als einzige Standardwerte gehalten.
Für den kurz- und langfristigen exponentiellen Durchschnitt werden i. d. R. die Schlusskurse der gewählten Zeiteinheit verwendet.
Signallinie und MACD werden jeweils als Linie in einem Zwei-Linien-Modell dargestellt.
Diese Standardeinstellungen können beliebig geändert werden, um den MACD für die eigene Strategie anzupassen.

## Interpretation

Darstellung von Kauf- und Verkaufssignalen des MACD

### Trendbestimmung
- Ein positiver MACD zeigt einen Aufwärtstrend, ein negativer MACD einen Abwärtstrend an.
  - Der Abstand des MACD von seiner Nulllinie indiziert die Stärke des Trends. Mit zunehmendem Abstand erhöht sich die Trendstärke.
  - Vergrößert sich der Abstand von Signallinie und MACD, verstärkt sich der Trend; verringert sich der Abstand, wird der Trend schwächer.
- Ein Kaufsignal entsteht, wenn der MACD die Signallinie von unten nach oben kreuzt: {\displaystyle MACD(t-1)<Signal(t-1)} und {\displaystyle MACD(t)>Signal(t)}.
  - Beim umgekehrten Kreuzen können Verkaufssignale generiert werden (Beachte: Für Kauf- und Verkaufssignale können auch unterschiedliche Parametersätze verwendet werden (siehe oben)).
  - Statt der Signallinie kann auch die Nulllinie verwendet werden.

### Divergenzen
Eine weitere Verwendung findet der MACD in der sog. Divergenz-Analyse. Hier wird nach neuen Extremwerten im Kurs gesucht, die nicht im MACD bestätigt werden.
Erreicht der Kurs bspw. höhere Hochs und werden diese nicht durch ebenfalls neue Hochpunkte im MACD bestätigt, spricht man von einer bärischen Divergenz. Dies indiziert einen möglichen Trendwechsel, da der Aufwärtsschwung schwächer wird.
Das gilt umgekehrt für tiefere Tiefs im Kurs, die nicht im Indikator bestätigt werden (bullische Divergenz).